# マルキン醤油
マルキン醤油株式会社（マルキンしょうゆ）は、香川県に所在する醤油メーカーを起源とする株式会社。
現在はブランド管理業務専門の会社で、元々製造していたマルキンブランドの醤油・調味料は親会社の盛田が製造販売している。

## 沿革
創業は1907年1月22日、島の有力醤油醸造家8名（設立時株主164名）を中心に香川県小豆郡苗羽村（のち内海町、現・小豆島町）に丸金醤油株式会社が設立された。初代社長に木下忠次郎が就任。
- 1934年8月12日 - 内海醤油会社を吸収合併。
- 1949年5月 - 大阪証券取引所第2部（現・東京証券取引所スタンダード）に上場[1]。
- 1950年 - 醤油の公定価格の撤廃に伴い、最上品製造会社の一つとしてヤマサ醤油、キッコーマン、ヒゲタ醤油とともに自粛価格を設定した[3]。
- 1962年8月1日 - 船山醤油、安田醤油、川野醤油、島一醤油の4社を吸収合併。
- 1988年3月 - 大阪府大阪市西区にマルキン大阪ビルを設置。
- 2000年4月1日 - 忠勇株式会社（旧会社。同日付けでマルキン忠勇株式会社に社名変更。現・ジャパン・フード&リカー・アライアンス）に吸収合併され消滅。
- 2017年4月3日 - ジャパン・フード&リカー・アライアンスの事業子会社盛田が、マルキンブランドの価値向上目的としてマルキン醤油株式会社として復活設立。

## 役員

### 『日本全国諸会社役員録 明治44年』
- 社長・木下忠次郎[4]
- 専務取締役・黒島嘉市[4]
- 取締役・木下仙次郎、黒島傳次郎、小汐彌太郎[4]
- 監査役・長西英三郎、高橋筆四郎、大森貞資[4]

### 『日本全国諸会社役員録 第30回』
- 会長・木下忠次郎[5]
- 専務取締役・黒島嘉市[5]
- 取締役・黒島傳次郎、小汐彌太郎、瀧川辰太郎[5]
- 監査役・大森貞資、高橋筆四郎、塩田亀吉[5]

### 『日本全国諸会社役員録 第32回』
- 社長・木下忠次郎[6]
- 専務取締役・瀧川辰太郎[6]
- 取締役・黒島傳次郎、小汐彌太郎、中井房太郎[6]
- 監査役・大森貞資、高橋筆四郎、塩田亀吉[6]

### 『日本全国諸会社役員録 第38回』
- 社長・木下忠次郎[7]
- 専務取締役・瀧川辰太郎[7]
- 常務取締役・清水十二郎、黒島仁太郎、中井房太郎[7]
- 取締役・黒島傳次郎、水野邦次郎、長西長次郎[7]
- 監査役・大森貞資、高橋筆四郎、塩田亀吉[7]

### 『日本全国諸会社役員録 第43回』
- 社長・木下忠次郎[8]
- 専務取締役・瀧川辰太郎[8]
- 常務取締役・清水十二郎、長西長次郎[8]
- 取締役・木下仙次郎、左海鹿蔵、佐伯松吉[8]
- 監査役・小汐亀太郎、高橋筆四郎、塩田亀吉[8]

## 社名の由来
地元香川県西部にある金刀比羅宮の社紋（丸に金）にあやかり、社名とした。

## 忠勇との合併
商法上は、忠勇が丸金醤油を吸収合併した形だが、実際は経営不振に陥った忠勇が丸金醤油の傘下に入ったもので、いわゆる逆さ合併であった。